# ويليام إتش. بيري
ويليام إتش. بيري هو محامي وسياسي أمريكي، ولد في 9 يونيو 1839 في غرينفيل في الولايات المتحدة، وتوفي بنفس المكان في 7 يوليو 1902. نشط حزبياً في الحزب الديمقراطي. وقد انتخب عضو مجلس نواب كارولاينا الجنوبية ‏ وانتخب عضو مجلس ولاية كارولاينا الجنوبية ‏ وانتخب عضو مجلس النواب الأمريكي.